# Jednotka Q
Jednotka Q (v anglickém originále Q-Force) je americký televizní seriál z roku 2021.

## Děj
Seriál se zaměřuje na špionážní jednotku LGBT agentů (Jednotka Q), kterou tvoří gay Steve (Růža), gay Twink, lesba Deb, transgender Stat, a jejich heterosexuální nadřízené Dirka Chunleyho, Ricka Bucka a V, kteří se snaží získat uznání Americké zpravodajské služby (AIA).

## Postavy
| Postava                  | původní dabér     | český dabér      |
| ------------------------ | ----------------- | ---------------- |
| Steve Maryweather (Růža) | Sean Hayes        | Michal Holán     |
| Twink                    | Matt Rogers       | Daniel Krejčík   |
| Deb                      | Wanda Sykesová    | Petra Jindrová   |
| Stat                     | Patti Harrisonová | Kristýna Skružná |
| V                        | Laurie Metcalf    | Petra Hobzová    |
| Dirk Chunley             | Gary Cole         | Tomáš Borůvka    |
| Rick Buck                | David Harbour     | Bohdan Tůma      |

## Seznam dílů
1. Na vlastní pěst (Rogue)
2. Grilovačka u Deb (Deb's BBQ)
3. Zmožená hora (Backache Mountain)
4. EvroVize (EuropeVision)
5. ZáHo – Přísně tajné (WeHo Confidential)
6. Ples sekretářek (The Secretaries' Ball)
7. Tarzana' (Tarzana)
8. Záhada Greyscale (Greyscale)
9. Coeur de la Mer (The Coeur de la Mer)
10. Díra (The Hole)